# Stella K. Hershan
Stella K. Hershan (1915–2014) foi uma romancista e biógrafa austro-americana que imigrou para os Estados Unidos em 1939 como refugiada do Holocausto. Entre os seus trabalhos publicados estão dois sobre Eleanor Roosevelt: A Woman of Quality e The Candles She Lit: The Legacy of Eleanor Roosevelt.
Hershan, nascida em Viena, era filha de Felix Kreidl, um empresário, e de Lucy Pick Kreidl. Ela casou-se com Rudolph Hershan, um engenheiro, em 1933. Ela formou-se na New York University com um certificado em educação geral em 1962 e na New School for Social Research com um certificado em relações humanas em 1968.
Os Hershans tiveram uma filha, Lisa. Precedida na morte pelo seu marido, Hershan morreu em 2014 na cidade de Nova York.

### Biografia
- A Woman of Quality, (1970)[3]
- The Candles She Lit: The Legacy of Eleanor Roosevelt (1993)[1]
- Emigração, Emigração: Exilgeschichten (em alemão) (2004)[4]
- Erinnerungen Zwischen Zwei Welten: Exilerzählungen = Memórias entre dois mundos (em alemão) (2006)[5]

### Romances
- O anjo nu: Um romance sobre os tempos de Metternich e Napoleon (1973)[6]
- A donzela de Kosovo (2003)[7]
- Em Freundschaft, Elisabeth: Roman (em alemão) (1992)[8]
- Ein Kind der Revolution: Roman" (em alemão) (1992)[9]

Hershan também contribuiu para jornais nos Estados Unidos e na Áustria.